# Marcin Dróżdż
Marcin Dróżdż (ur. 21 marca 1983) – polski lekkoatleta, wieloboista. 

## Osiągnięcia
Zawodnik Zawiszy Bydgoszcz. Wicemistrz światowych igrzysk wojskowych w Hajdarabadzie (2007). Trzykrotny mistrz Polski w dziesięcioboju (2007, 2008, 2011). Trzykrotny halowy mistrz Polski w siedmioboju (2007, 2009, 2010). Reprezentant Polski w Pucharze Europy w wielobojach. 18. zawodnik mistrzostw Europy (Barcelona 2010).

## Rekordy życiowe
- dziesięciobój lekkoatletyczny – 7817 pkt. (16 czerwca 2010, Kladno[1]) – 19. wynik w historii polskiej lekkoatletyki
- siedmiobój lekkoatletyczny – 5630 pkt. (2009)
- skok wzwyż – 2,15 m (2003)
- skok o tyczce – 5,00 m (2006, 2010)